# Gotzenwil
Gotzenwil ist eine Aussenwacht und zugleich ein Quartier der Stadt Winterthur und gehört zum Kreis 3 (Seen). Zur Aussenwacht gehört die Siedlung Weierhöhe und der Weiler Ziegelhütte.

## Geografie
Gotzenwil liegt südöstlich von Seen, oberhalb des Kernorts gelegen. Ebenfalls zum Quartiergebiet gehört die Siedlung Weierhöhe südwestlich von Gotzenwil.

## Geschichte
Gotzenwil wurde 869 erstmals urkundlich erwähnt. Damals gab es einen Vogt namens Cozolt, nach dem Gotzenwil «Cozzolteswilare» genannt wurde. Zuerst gehörte der Hof dem Kloster St. Gallen, später den Grafen von Kyburg. 1330 waren die Herren von Eppenstein Herrscher über das Gebiet, bevor der Zehnten am 24. Mai 1398 der Hof «Gozatwille» an das Kloster Beerenberg bei Wülflingen überging. Der Hof Gotzenwil blieb dann auch bis zur Reformation an das Kloster zehntenpflichtig, nach der Aufhebung des Klosters 1525 übernahm diese Funktion die Zürcher Herrschaft, vertreten durch das Amt Winterthur. 1824 wird der Hof Gotzenwil, wie auch die anderen Höfe der Gemeinde Seen nach jahrelanger Anstrengung der Gemeinde, nicht mehr als zehntenpflichtig geführt.
1868 trat der Weiler der Zivilgemeinde Iberg bei und wurde 1921 zusammen mit der ehemals eigenständigen Gemeinde Seen nach Winterthur eingemeindet.
Im Oktober 1949 erhielt der Gotzenwil mit der Eröffnung der Buslinie Oberwinterthur–Seen–Gotzenwil–Eidberg–Thaa–Iberg erstmals Anschluss an den öffentlichen Verkehr. In der neueren Geschichte gab es zum zweiten Mal seitens der Stadt den Versuch, einen Teil der Landreserven zwischen Gotzenwil und Oberseen zu überbauen. Dagegen wehrte sich die Siedlung erfolgreich mit der Initiative «Gotzenwil bleibt grün».

## Verkehr
Gotzenwil wird von der Linie 9 von Stadtbus Winterthur erschlossen, die Gotzenwil und andere umliegende Aussenwachten mit dem Bahnhof Winterthur Seen verbindet. Abends wird die Linie als Rufbus geführt. Bis 2008 waren Gotzenwil und die anderen Aussenwachten mit der Postautolinie 681 direkt mit dem Hauptbahnhof Winterthur verbunden.
Gotzenwil ist über einen Fussweg mit Oberseen verbunden. Die Zufahrt für den Individual- und Busverkehr erfolgt über den Seemer Buck.

## Bildung
Gotzenwil selbst besitzt kein Schulhaus, jedoch werden seit 2019 in Gotzenwil zwei Unterstufenklassen geführt. Ansonsten gehen die Schüler in den übrigen Aussenwachten zur Schule. In Weierhöhe existiert ein Doppelkindergarten.
Für die Oberstufe müssen die Schüler ins Sekundarschulhaus Oberseen.